# Evie Wyld
Pour les articles homonymes, voir Wyld.
 (janvier 2015).
Evie Wyld, née le 16 juin 1980 à Londres en Angleterre, est une romancière anglo-australienne. 

## Biographie
Elle naît à Londres et grandit entre l’Angleterre et l’Australie. Diplômée d’écriture créative, elle débute par des nouvelles puis signe un premier roman en 2009 intitulé Après le feu, un murmure doux et léger (After the Fire, A Still Small Voice), qui remporte le prix John-Llewellyn-Rhys. Son deuxième roman, Tous les oiseaux du ciel (All the Birds, Singing), sortit en 2013, est lauréat des prix Encore Award (en) et Miles Franklin. En France, ces deux écrits sont traduits dans la collection Lettre des Antipodes de l’éditeur Actes Sud.

## Œuvre

### Romans
- After the Fire, A Still Small Voice (2009) Publié en français sous le titre Après le feu, un murmure doux et léger, traduction de Mireille Vignol, Arles, Actes Sud, Lettre des Antipodes, 2013
- All the Birds, Singing (2013) Publié en français sous le titre Tous les oiseaux du ciel, traduction de Mireille Vignol, Arles, Actes Sud, Lettre des Antipodes, 2014
- The Bass Rock (2020) Publié en français sous le titre Bass Rock, traduction de Mireille Vignol, Arles, Actes Sud, Lettres anglo-américaines, 2022

### Nouvelles
- What will happen to the dog after we are dead ?
- The Convalescent's Handbook
- The Building Opposite
- The Whales
- Menzies Meat
- Free Swim
- Six Degrees of Separation

## Prix et distinctions notables
- Prix John-Llewellyn-Rhys en 2009 avec le roman After the Fire, A Still Small Voice.
- Encore Award (en) en 2013 pour le roman All the Birds, Singing.
- Prix Miles Franklin  en 2014 pour le roman All the Birds, Singing.